# De sydliga och nordliga dynastierna
De sydliga och nordliga dynastiernas period (kinesiska: 南北朝), även känd som Nanbeichao var en period i Kinas historia mellan ungefär år 300 och 600 e.Kr. Perioden kan i sin tur delas in i en rad underkategorier med olika tidsspann. De vanligast förekommande indelningarna är:
- De sydliga dynastierna (ca 420-589)
- De nordliga dynastierna (386-581)
- De sexton kungadömena (ca 300-430)
- De sex dynastierna (222-589)

De nordliga dynastierna dominerades politiskt av olika nomadfolk tillhörande Xianbei-federationen, medan hankinesiska härskare företrädesvis härskade i södra Kina. Trots den politiska splittringen var denna epok en dynamisk tid, både socialt, ekonomiskt och kulturellt. Under denna tid inträdde Buddhismen i området och vidare uppfanns bland annat krutet. Den politiska söndringen ledde också till att en rad aristokratiska klaner framträdde, vilka kom att dominera det kinesiska samhället fram till slutet på Tangdynastin. Kina enades under 580-talet av Suidynastin.

## Nordliga dynastierna
De nordliga dynastierna bestod av följande dynastier:
- Norra Wei (386–534)
- Östra Wei (534–550)
- Västra Wei (535–556)
- Norra Qi (550–577)
- Norra Zhou (557–581)
- Norra Qidynastin (550-577)

Så gott som samtliga ledare för de nordliga dynastierna kom från Tuoba-stammen inom stäppfederationen Xianbei. Undantaget var ledarna för den Norra Qidynastin.

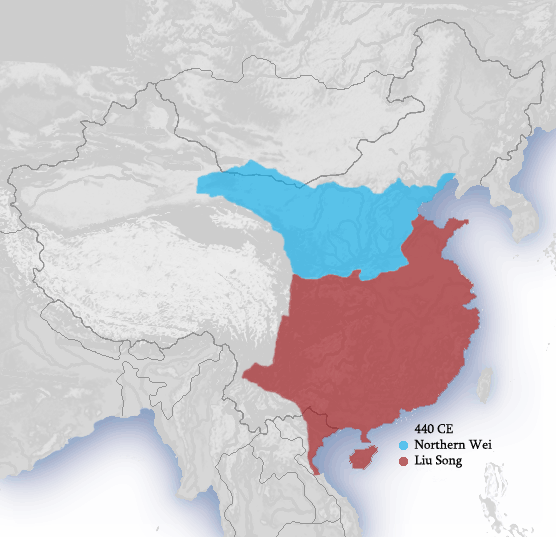
Ungefärlig utbredning för Norra Wei och Liu Song kring år 440.

## Sydliga dynastierna
De sydliga dynastierna var:
- Liu Song (420–479)
- Södra Qi (479–502)
- Liang (502–557)
- Chen (557–589)
- Västra/Senare Liang (555-587)